# Mohamed Aborakia
Mohamed Abdo Masoud M. Aborakia (ur. 11 maja 1999) – egipski judoka. 
Brązowy medalista igrzysk afrykańskich w 2023. Triumfator mistrzostw Afryki w 2024 i 2025; trzeci w 2022 roku.